# Erik Gustavson
Erik Gustavson es un cineasta noruego, nació en el año 1955, en Oslo, Noruega. Ha tomado parte en películas como director, escritor, productor o parte del equipo.

## Filmografía
- 2000 - Dykaren
- 1999 - El mundo de Sofía
- 1990 - Herman
- 1986 - Utan vittne